# Matías Nani
Matías Germán Nani (La Playosa, Provincia de Córdoba, Argentina; 26 de marzo de 1998) es un futbolista argentino. Juega como marcador central y su primer equipo fue Temperley. Actualmente milita en Al-Sailiya de la Stars League de Catar.

## Trayectoria

### Lanús
Comenzó su carrera en 2016 en Lanús, bajo las órdenes de Jorge Almirón. Sin embargo, no alcanzó a debutar con el equipo de Primera; únicamente acumuló minutos con el plantel de Reserva en la Copa Libertadores Sub-20 de 2016.

### AS Roma
El 4 de febrero de 2017 fichó por la AS Roma de la Serie A, firmando un contrato hasta 2020. Durante todo el semestre no tuvo chances de debutar y se desempeñó únicamente en el equipo Primavera. El 11 de julio jugó su primer partido con la camiseta de los romanos durante un amistoso de pretemporada contra Pinzolo Campiglio, cuyo resultado fue de 8-0: ingresó en el minuto 46 en reemplazo del brasileño Juan Jesus.

### Temperley
El 17 de agosto de 2017 fue oficializado su préstamo por 12 meses a Temperley de la Superliga Argentina. Hizo su debut profesional el 27 de agosto de 2017, durante la derrota 1-0 como local ante River Plate. 

### Belgrano de Córdoba
El 12 de julio de 2018 Belgrano de Córdoba anunció su incorporación a préstamo con opción de compra, hasta 2019.

### Central Córdoba (SdE)
El 13 de julio de 2019 es prestado nuevamente, esta vez a Central Córdoba de Santiago del Estero, recién ascendido a la Superliga Argentina.

### Unión de Santa Fe
El 5 de octubre de 2020 se anunció su llegada a Unión de Santa Fe para disputar la Liga Profesional y la Copa Sudamericana.

## Clubes
- Actualizado al 14 de agosto de 2025

| Club                       | Div.                | Temporada           | Liga | Liga | Copa Nacional | Copa Nacional | Copa Internacional | Copa Internacional | Total | Total |
| Club                       | Div.                | Temporada           | PJ   | G    | PJ            | G             | PJ                 | G                  | PJ    | G     |
| -------------------------- | ------------------- | ------------------- | ---- | ---- | ------------- | ------------- | ------------------ | ------------------ | ----- | ----- |
| Temperley Argentina        | 1.ª                 | 2017/18             | 15   | 0    | 0             | 0             | -                  | -                  | 15    | 0     |
| Temperley Argentina        | Total               | Total               | 15   | 0    | 0             | 0             | -                  | -                  | 15    | 0     |
| Belgrano Argentina         | 1.ª                 | 2018/19             | 9    | 0    | 0             | 0             | -                  | -                  | 9     | 0     |
| Belgrano Argentina         | Total               | Total               | 9    | 0    | 0             | 0             | -                  | -                  | 9     | 0     |
| C. Córdoba (SdE) Argentina | 1.ª                 | 2019/20             | 19   | 0    | 4             | 1             | -                  | -                  | 23    | 1     |
| C. Córdoba (SdE) Argentina | Total               | Total               | 19   | 0    | 4             | 1             | -                  | -                  | 23    | 1     |
| Unión Argentina            | 1.ª                 | 2020                | -    | -    | 7             | 0             | 2                  | 0                  | 9     | 0     |
| Unión Argentina            | 1.ª                 | 2021                | -    | -    | 4             | 0             | -                  | -                  | 4     | 0     |
| Unión Argentina            | Total               | Total               | -    | -    | 11            | 0             | 2                  | 0                  | 13    | 0     |
| Al-Shamal Catar            | 1.ª                 | 2021/22             | 20   | 1    | 14            | 3             | -                  | -                  | 34    | 4     |
| Al-Shamal Catar            | 1.ª                 | 2022/23             | 22   | 3    | 4             | 0             | -                  | -                  | 26    | 3     |
| Al-Shamal Catar            | 1.ª                 | 2023/24             | 22   | 1    | 5             | 0             | -                  | -                  | 27    | 1     |
| Al-Shamal Catar            | 1.ª                 | 2024/25             | 3    | 0    | 1             | 0             | -                  | -                  | 4     | 0     |
| Al-Shamal Catar            | Total               | Total               | 67   | 5    | 24            | 3             | -                  | -                  | 91    | 8     |
| Al-Gharafa Catar           | 1.ª                 | 2024/25             | 8    | 0    | 4             | 0             | 8                  | 0                  | 20    | 0     |
| Al-Gharafa Catar           | Total               | Total               | 8    | 0    | 4             | 0             | 8                  | 0                  | 20    | 0     |
| Al-Sailiya Catar           | 1.ª                 | 2025/26             | 1    | 0    | -             | -             | -                  | -                  | 1     | 0     |
| Al-Sailiya Catar           | Total               | Total               | 1    | 0    | -             | -             | -                  | -                  | 1     | 0     |
| Total en su carrera        | Total en su carrera | Total en su carrera | 119  | 5    | 43            | 4             | 10                 | 0                  | 172   | 9     |